# A magyar labdarúgó-válogatott mérkőzései 1902-ben
A magyar labdarúgó-válogatott 1902-ben egyetlen mérkőzést vívott, Bécsben Ausztria ellen. 1908-ig nem tartották nyilván a válogatott mérkőzéseket hivatalosan, addig szövetségesek közti meccsnek tekintették ezeket. Ez volt Európában az első olyan mérkőzés, amelyen nem angol csapatok játszottak. Hajós Alfréd, Magyarország első és második olimpiai bajnoka ezen a meccsen középcsatárként szerepelt.

## Eredmények
| 1. mérkőzés 1902. október 12. | Ausztria                      | 5 – 0             | Magyarország | WAC-pálya, Bécs Nézőszám: 500 Játékvezető: John Shires (ENG) |
| 1. mérkőzés 1902. október 12. | Taurer 5' Studnicka 10' Huber | (3 – 0) Részletek |              | WAC-pálya, Bécs Nézőszám: 500 Játékvezető: John Shires (ENG) |